# Armstrong County, Texas
Armstrong County är ett administrativt område i delstaten Texas, USA. År 2010 hade countyt  1 901 invånare (2010). Den administrativa huvudorten (county seat) är Claude.

## Geografi
Enligt United States Census Bureau har countyt en total area på 2 367 km². 2 366 km² av den arean är land och 0 km² är vatten.

### Angränsande countyn
- Carson County - nord
- Gray County - nordost
- Donley County - öst
- Briscoe County - syd
- Swisher County - sydväst
- Randall County - väst
- Potter County - nordväst